# Oblężenie Baydhabo
Oblężenie Baydhabo (od 8 lipca 2008 do 26 stycznia 2009) – oblężenie stolicy regionu Bay, będącą siedzibą rządu tymczasowego Somali, przez siły Al-Shabaab.

## Kalendarium
8 lipca o północy siły Asz-Szabab rozpoczęły atak na Pałac Prezydencki, lotnisko i budynek parlamentu wykorzystując rakiety i moździerze. Siły rządowe straciły jedenastu żołnierzy.
W wyniku oblężenia miasto zostało odcięte od świata zewnętrznego, a jedynym sposobem na opuszczenie miasta jest lotnisko.
9 lipca siły islamistów przejęły dużą część broni i oraz kilka pojazdów wojskowych, podczas ataku na etiopski konwój zmierzający z lotniska do Baydhabo, jako wsparcie dla wojsk rządowych. W walkach zginęło trzech islamistów oraz jeden żołnierz etiopski. Konwój został zaatakowany po raz drugi w Wanla Weyne, zanim ostatecznie dotarł do Baydhabo.
10 lipca w zajętym przez islamistów mieście Deynunay, oddalonym o 20 km na południe od Baydhabo został zabity jeden żołnierz sił rządowych.
11 lipca w zaciętej walce w pobliżu Daynunay, trzech żołnierzy rządu zginęło w walce.
13 lipca siły al-Shabab zajęły miasta Bardhere oraz Burhakaba, przez które wiedzie droga do Baydhabo.
Pracownicy UNDP, organizacji z wieloletnim doświadczeniem w Somalii, wycofali się w wyniku bezpośredniego ataku na personel.
15 lipca rebelianci zaatakowali wspólny patrol sił Somali i Etiopii. Siedmiu Somalijskich żołnierzy zostało zabitych.
5 września islamscy bojownicy zaatakowali konwój etiopskiej armii, który opuszczał miasto Bardale, leżące 55 km na południowy zachód od Baydhabo. Dwóch etiopskich żołnierzy, dwóch powstańców oraz jeden cywil zostało zabitych w ataku, jedna etiopska ciężarówka została spalona. Dwa dni później, 7 września, rebelianci zaatakowali posterunek policji w mieście, nie było ofiar.
20 września w wyniku ciężkich walk pomiędzy somalijskimi żołnierzami a rebeliantami zostało zabitych co najmniej dwóch żołnierzy, trzech powstańców oraz jeden cywil, kiedy zaatakowany został rządowy punkt kontrolny w mieście.
2 października, podczas trzech oddzielnych ataków powstańców w mieście, zabitych zostało dwóch cywilów oraz jeden żołnierz.
13 października, w wyniku zasadzki na etiopski konwój zmierzający do Baydhabo, śmierć poniosło czterech rebeliantów oraz dwóch żołnierzy Etiopii.
Dnia 24 grudnia, trzech policjantów zostało zabitych przez minę.

## Zakończenie oblężenia
Oblężenie zakończyło się 26 stycznia 2009 roku  po tym, jak ostatnie oddziały etiopskie opuściły rejon. Etiopskie wojska opuszczają Somalię od początku stycznia, ostatnim rejonem z którego się wycofały było właśnie miasto Baydhabo.
Wojska UTI opanowały miejscowe lotnisko, siedzibę prezydenta oraz siedzibę parlamentu. Szejk Muktar Robow we wtorkowym przemówieniu zapewnił : ”Ogłaszamy wszystkim Somalijczykom, że pragniemy rządzić sprawiedliwie i zgodnie z ustanowionym przez wszechmocnego Allaha prawem szariatu”